# Magha

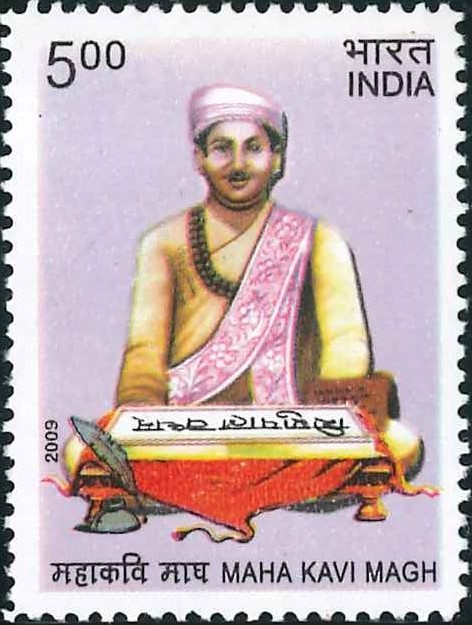
Magha

Magha, en indisk skald från tämligen sen tid, som diktade ett stort verk, Chichupalaradha ("Chichupalas dödande") eller Maghakavya ("Maghas kavya, efter författaren, ej senare än 900-talet e.Kr.), ett konstepos, skrivet efter den senare utbildade indiska poetikens ("konstlärans") synnerligen invecklade och detaljerade regler. Edition av Vidya Cara Michra
och Chyama Lala (1815). 